# فرد هنت
فرد هنت هو لاعب هوكي الجليد كندي، ولد في 17 يناير 1918، وتوفي في 4 أكتوبر 1977.

## وصلات خارجية
- فرد هنت على موقع دوري الهوكي الوطني (الإنجليزية)
- فرد هنت على موقع EliteProspects.com (الإنجليزية)
- فرد هنت على موقع HockeyDB.com (الإنجليزية)
- فرد هنت على موقع Hockey-Reference.com (الإنجليزية)